# French Open 1999
Die 98. French Open 1999 fanden vom 24. Mai bis zum 6. Juni 1999 in Paris im Stade Roland Garros statt.
Es nahmen in der Hauptrunde jeweils 128 Herren und Damen an den Einzelwettbewerben teil, in den Doppelkonkurrenzen war das Teilnehmerfeld auf jeweils 64 Paarungen begrenzt.
Titelverteidiger im Einzel waren Carlos Moyá bei den Herren sowie Arantxa Sánchez Vicario bei den Damen. Im Herrendoppel waren Jacco Eltingh und Paul Haarhuis, im Damendoppel Martina Hingis und Jana Novotná die Titelverteidiger. Venus Williams und Justin Gimelstob waren die Titelverteidiger im Mixed.
Im Herreneinzel gewann Andre Agassi seinen ersten Titel bei den French Open und erreichte dadurch als fünfter Spieler der Geschichte den Karriere-Grand-Slam. Im Dameneinzel gewann Steffi Graf gegen die elf Jahre jüngere Martina Hingis ihren 22. und letzten Grand-Slam-Titel. Im Herrendoppel gewannen Mahesh Bhupathi und Leander Paes, im Damendoppel siegten die Schwestern Serena und Venus Williams. Sieger im Mixed-Wettbewerb waren Katarina Srebotnik und Piet Norval.

## Herreneinzel

### Setzlisten
| Nr. | Spieler            | Erreichte Runde |
| --- | ------------------ | --------------- |
| 01. | Jewgeni Kafelnikow | 2. Runde        |
| 02. | Pete Sampras       | 2. Runde        |
| 03. | Patrick Rafter     | 3. Runde        |
| 04. | Carlos Moyá        | Achtelfinale    |
| 05. | Richard Krajicek   | 2. Runde        |
| 06. | Àlex Corretja      | Viertelfinale   |
| 07. | Tim Henman         | 3. Runde        |
| 08. | Gustavo Kuerten    | Viertelfinale   |

| Nr. | Spieler            | Erreichte Runde |
| --- | ------------------ | --------------- |
| 09. | Marcelo Ríos       | Viertelfinale   |
| 10. | Mark Philippoussis | 1. Runde        |
| 11. | Karol Kučera       | 1. Runde        |
| 12. | Greg Rusedski      | Achtelfinale    |
| 13. | Andre Agassi       | Sieg            |
| 14. | Félix Mantilla     | Achtelfinale    |
| 15. | Goran Ivanišević   | 1. Runde        |
| 16. | Thomas Enqvist     | 2. Runde        |

## Dameneinzel

### Setzliste
| Nr. | Spielerin               | Erreichte Runde |
| --- | ----------------------- | --------------- |
| 01. | Martina Hingis          | Finale          |
| 02. | Lindsay Davenport       | Viertelfinale   |
| 03. | Monica Seles            | Halbfinale      |
| 04. | Jana Novotná            | Achtelfinale    |
| 05. | Venus Williams          | Achtelfinale    |
| 06. | Steffi Graf             | Sieg            |
| 07. | Arantxa Sánchez Vicario | Halbfinale      |
| 08. | Mary Pierce             | 2. Runde        |

| Nr. | Spielerin            | Erreichte Runde |
| --- | -------------------- | --------------- |
| 09. | Nathalie Tauziat     | 2. Runde        |
| 10. | Serena Williams      | 3. Runde        |
| 11. | Patty Schnyder       | 3. Runde        |
| 12. | Sandrine Testud      | 2. Runde        |
| 13. | Dominique Van Roost  | 1. Runde        |
| 14. | Amanda Coetzer       | 1. Runde        |
| 15. | Barbara Schett       | 3. Runde        |
| 16. | Julie Halard-Decugis | Achtelfinale    |

## Herrendoppel

### Setzliste
| Nr. | Paarung                          | Erreichte Runde |
| --- | -------------------------------- | --------------- |
| 01. | Mahesh Bhupathi Leander Paes     | Sieg            |
| 02. | Mark Knowles Daniel Nestor       | 2. Runde        |
| 03. | Todd Woodbridge Mark Woodforde   | 1. Runde        |
| 04. | Wayne Black Sandon Stolle        | Achtelfinale    |
| 05. | Jonas Björkman Patrick Rafter    | Achtelfinale    |
| 06. | Olivier Delaître Fabrice Santoro | 2. Runde        |
| 07. | Paul Haarhuis Jared Palmer       | 2. Runde        |
| 08. | Ellis Ferreira Rick Leach        | Viertelfinale   |

| Nr. | Paarung                            | Erreichte Runde |
| --- | ---------------------------------- | --------------- |
| 09. | David Adams John-Laffnie de Jager  | 1. Runde        |
| 10. | Jiří Novák David Rikl              | Achtelfinale    |
| 11. | Donald Johnson Cyril Suk           | 1. Runde        |
| 12. | Sébastien Lareau Alex O’Brien      | 1. Runde        |
| 13. | Patrick Galbraith Justin Gimelstob | 1. Runde        |
| 14. | Jim Grabb David Macpherson         | 1. Runde        |
| 15. | Piet Norval Kevin Ullyett          | Achtelfinale    |
| 16. | Jewgeni Kafelnikow Maks Mirny      | Viertelfinale   |

## Damendoppel

### Setzliste
| Nr. | Paarung                                | Erreichte Runde |
| --- | -------------------------------------- | --------------- |
| 01. | Jana Novotná Natallja Swerawa          | Viertelfinale   |
| 02. | Martina Hingis Anna Kurnikowa          | Finale          |
| 03. | Lisa Raymond Rennae Stubbs             | 1. Runde        |
| 04. | Alexandra Fusai Nathalie Tauziat       | Halbfinale      |
| 05. | Jelena Lichowzewa Ai Sugiyama          | Viertelfinale   |
| 06. | Mariaan de Swardt Olena Tatarkowa      | 1. Runde        |
| 07. | Larisa Neiland Arantxa Sánchez Vicario | Viertelfinale   |
| 08. | Irina Spîrlea Caroline Vis             | 1. Runde        |

| Nr. | Paarung                             | Erreichte Runde |
| --- | ----------------------------------- | --------------- |
| 09. | Serena Williams Venus Williams      | Sieg            |
| 10. | Conchita Martínez Patricia Tarabini | Achtelfinale    |
| 11. | Mary Joe Fernández Monica Seles     | 2. Runde        |
| 12. | Lindsay Davenport Mary Pierce       | Halbfinale      |
| 13. | Barbara Schett Patty Schnyder       | Achtelfinale    |
| 14. | Silvia Farina Karina Habšudová      | Achtelfinale    |
| 15. | Florencia Labat Dominique Van Roost | Achtelfinale    |
| 16. | Kristine Kunce Kimberly Po          | 1. Runde        |

## Mixed

### Setzliste
| Nr. | Paarung                          | Erreichte Runde |
| --- | -------------------------------- | --------------- |
| 01. | Leander Paes Lisa Raymond        | Viertelfinale   |
| 02. |                                  | Rückzug         |
| 03. | Mahesh Bhupathi Ai Sugiyama      | Viertelfinale   |
| 04. | Mark Woodforde Jelena Lichowzewa | Halbfinale      |
| 05. | Cyril Suk Caroline Vis           | 2. Runde        |
| 06. | Rick Leach Larisa Neiland        | Finale          |
| 07. | David Adams Mariaan de Swardt    | Viertelfinale   |
| 08. | Ellis Ferreira Debbie Graham     | Achtelfinale    |
| 09. | Peter Tramacchi Olena Tatarkowa  | 2. Runde        |

| Nr. | Paarung                                  | Erreichte Runde |
| --- | ---------------------------------------- | --------------- |
| 10. | Tomás Carbonell Patricia Tarabini        | Achtelfinale    |
| 11. | John-Laffnie de Jager Catherine Barclay  | Achtelfinale    |
| 12. | Pablo Albano Manon Bollegraf             | 2. Runde        |
| 13. | Jim Grabb Cătălina Cristea               | 2. Runde        |
| 14. | Daniel Orsanic Irina Seljutina           | Achtelfinale    |
| 15. | Fabrice Santoro Alexia Dechaume-Balleret | 2. Runde        |
| 16. | Francisco Montana Corina Morariu         | Achtelfinale    |
| 17. | David Macpherson Rachel McQuillan        | 2. Runde        |